# Alberto Belsué
Alberto Belsué Arias (født 2. marts 1968 i Zaragoza, Spanien) er en tidligere spansk fodboldspiller (højre back).
Belsués karriere strakte sig fra 1986 til 2001, og størstedelen heraf blev tilbragt hos Real Zaragoza. Han spillede ti sæsoner i klubben, og var med til at vinde både Copa del Rey i 1994 og Pokalvindernes Europa Cup i 1995. Efter han i 1998 forlod Zaragoza havde han kortere ophold hos blandt andet Deportivo Alavés og CD Numancia.

## Landshold
Belsué spillede gennem karrieren 17 kampe for Spaniens landshold, og var en del af den spanske trup til EM i 1996 i England. Han spillede to af spaniernes fire kampe i turneringen. I kvartfinalen mod England scorede han på sit forsøg i den straffesparkskonkurrence, der skulle afgøre opgøret. Englænderne vandt dog, og gik videre.